# Kanton Seuil-d'Argonne
Seuil-d'Argonne is een voormalig kanton van het Franse departement Meuse. Het kanton maakte deel uit van het arrondissement Bar-le-Duc. Het werd opgeheven bij decreet van 17 februari met uitwerking op 22 maart 2015. Alle gemeenten werden opgenomen in het kanton Dieue-sur-Meuse.

## Gemeenten
Het kanton Seuil-d'Argonne omvatte de volgende gemeenten:
- Autrécourt-sur-Aire
- Beaulieu-en-Argonne
- Beausite
- Brizeaux
- Èvres
- Foucaucourt-sur-Thabas
- Ippécourt
- Lavoye
- Nubécourt
- Pretz-en-Argonne
- Seuil-d'Argonne (hoofdplaats)
- Les Trois-Domaines
- Waly